# Joseph Coussin
Joseph Coussin est un greffier et dessinateur français, né en Guadeloupe à Basse-Terre le 5 novembre 1773, mort le 2 novembre 1836.

## Biographie
Né Jules Honoré Joseph Coussinblanc, Coussin est le fils d'un greffier au conseil souverain de Basse-Terre, originaire d'Aix-en-Provence, et de Marguerite Dourneaux, issue d'une famille blanc créole guadeloupéenne.
Après des études secondaires en métropole vers 1800, Coussin est nommé à la Cour royale de la Guadeloupe, comme greffier à Pointe-à-Pitre puis à Basse-Terre.
Artiste amateur, Coussin parcourt la Guadeloupe, notamment la Basse-Terre et les Saintes, dont il dessine les paysages de manière réaliste, s'efforçant de « magnifier la grandeur de la nature et la beauté primitive de sites préservés de la civilisation ». L'auteur annote le verso de ses dessins de commentaires ou d'anecdotes historiques, sans les dater systématiquement.
Le même goût pour la nature s'exprime dans Eugène de Cerceil ou les Caraïbes, roman en trois volumes que Coussin publie à Paris en 1824. L'histoire se situe dans la Guadeloupe du XVIIe siècle, et est l'occasion d'une description romantique de l'île.
Si Fréminville évoque environ 300 dessins que Coussin lui auraient montrés, moins d'une centaine ont été conservés. La plupart est détenue par la commune de Saint-Claude, une trentaine d'entre eux sont conservés au Musée d'Aquitaine à Bordeaux, où six sont en exposition permanente.